# Беларусь на «Евровидении-2008»
Беларусь на «Евровидении-2008» была представлена Русланом Алехно, победителем российского музыкального реалити-шоу «Народный Артист», который победил на национальном отборе. Национальный отбор Беларуси под названием «Еврофест» прошёл в два этапа: полуфинал 21 декабря 2007 и финал 21 января 2008 года. В полуфинале участвовало 15 исполнителей, лучших из которых выбирали телезрители и жюри. Руслан Алехно был признан лучшим по версии телезрителей, а по версии жюри лучшими также стали группы «Litesound» и «По глазам» с певицей Гюнешь Абасовой. В финале из четырёх исполнителей победителя и конкурсанта от Беларуси выбирали жюри при учёте мнения телезрителей. Выбор пал на Руслана Алехно, который отправился представлять Беларусь с песней «Hasta La Vista». Во втором полуфинале Руслан занял только 17-е место с 27 баллами и не вышел в финал.

## Национальный отбор
21 декабря 2007 года в студии Белтелерадиокомпании прошёл полуфинал национального отбора в Беларуси, в котором участвовали 15 исполнителей. В жюри, которое выбирало лучших, вошли Михаил Финберг, Анатолий Ярмоленко, Василий Раинчик, Ядвига Поплавская, Ирина Дорофеева и другие деятели музыки. Изначально в финал должны были пройти только три конкурсанта, но с подачи жюри число финалистов расширилось до четырёх.

### Полуфинал национального отбора
| Номер | Исполнитель                   | Песня                    | Баллы | Место |
| 1     | The Champions                 | Drive me crazy           | 486   | 12    |
| 2     | Лена Волошина                 | That’s all I feel        | 858   | 8     |
| 3     | Юлия Гусева                   | Maybe                    | 759   | 9     |
| 4     | Анна Шаркунова и Герман Титов | Мы будем первые          | 991   | 7     |
| 5     | Руслан Алехно                 | Hasta La Vista           | 6089  | 1     |
| 6     | Оксана Ковалевская            | Всегда одна              | 271   | 15    |
| 7     | PinCode                       | You can                  | 1075  | 6     |
| 8     | Виктор Пшеничный              | Baby blue                | 338   | 14    |
| 9     | Гюнешь                        | I can’t live without you | 2317  | 4     |
| 10    | Scandal                       | Everybody                | 1689  | 5     |
| 11    | По глазам                     | Девочка трёхтысячных лет | 420   | 13    |
| 12    | Палац                         | Кола млына               | 2438  | 3     |
| 13    | Dali                          | Silver sky               | 679   | 10    |
| 14    | Katrin                        | Follow me                | 663   | 11    |
| 15    | LITESOUND                     | Do you believe           | 3967  | 2     |

### Финал национального отбора
21 января 2008 года в 21:45 по минскому времени начался финал Национального телевизионного музыкального проекта «Еврофест», который прошёл во Дворце спорта. Гостями национального финала были известные участники Евровидения: представительница России в 2005 году Наталья Подольская, участник российского национального отбора 2008 года Александр Панайотов, победители прошлых лет — Сертаб Эренер (2003, Турция), Руслана (2004, Украина), рок-группа Lordi (2006, Финляндия) и победитель Детского Евровидения 2007 года, белорусский певец Алексей Жигалкович.
Концерт открывала рота Почётного караула, исполнявшая песню Дмитрия Колдуна «Work Your Magic», с которой он занял 6-е место год тому назад. В финале концерта звучал гимн Еврофеста «We rock». В состав жюри, которое выбирало кандидата на поездку в Белград, вошли:
- первый заместитель министра культуры Республики Беларусь Владимир Рылатко
- директор и художественный руководитель государственного Молодежного театра эстрады, композитор, Народный артист Беларуси Василий Раинчик
- художественный руководитель ансамбля «Сябры», Народный артист Беларуси Анатолий Ярмоленко;
- композитор, Народная артистка Беларуси Ядвига Поплавская
- директор дирекции музыкальных и развлекательных программ Белтелерадиокомпании Денис Шпитальников
- заместитель директора главной дирекции Первого канала Белтелерадиокомпании Александр Капенкин
- певица, Заслуженная артистка Республики Беларусь Ирина Дорофеева
- композитор, директор продюсерского центра БГУ Леонид Ширин
- директор и художественный руководитель Национального оркестра Республики Беларусь, профессор, Народный артист Беларуси Михаил Финберг — председатель жюри

По итогам концерта выбор жюри пал на Руслана Алехно, признанного лучшим телезрителями в полуфинале. Песню «Hasta La Vista» написали Тарас Демчук и Элеонора Мельник специально для участия Руслана Алехно в конкурсе.
| Номер | Исполнитель   | Песня                    |
| 1     | Руслан Алехно | Hasta La Vista           |
| 2     | Litesound     | Do you believe           |
| 3     | Гюнешь        | I can’t live without you |
| 4     | По глазам     | Девочка трёхтысячных лет |

## Промо-тур
Руслан Алехно начал свой промо-тур в Черногории, выступив в Подгорице на концерте с шестью участниками черногорского национального отбора, исполнив песни (в том числе и свою конкурсную) под аккомпанемент рояля. Свои гастроли он продолжил в Вильнюсе, выступив в качестве приглашённого гостя на национальном отборе. Студийную версию своей песни Алехно записал в Финляндии, как и весь сингл с ремиксами. Подготовкой к конкурсу и сценическому номеру занимались в определённой степени Ким Брейтбург и Евгений Фридлянд: до этого пресса распространила ошибочные слухи, что в подготовке примет участие и Филипп Киркоров.
8 февраля на сайте Белтелерадиокомпании Руслан Алехно провёл онлайн-конференцию, а позже перезаписал новые версии песни на английском и русском языках. Промо-тур Руслан продолжил в Греции, приняв участие в фотосессии с ведущим европейским фотографом Джорджем Калфаманолисом, и Македонии (23 февраля). Для пиара песни команда Алехно организовала выпуск печатной продукции (буклетов, постеров, открыток и календарей), а также партию сладостей в сувенирном оформлении (зефир и мармелад) и даже сувенирные бутылки с водкой и коньяком. 9 марта 2008 года Руслан выступил на российском национальном отборе со своей песней.
5 апреля Алехно вернулся в Грецию, где начал проработку своего номера. Репетиции заняли 10 дней. Перед конкурсом он вернулся в Грецию для последних репетиций, а затем 12 мая отправился в Белград с командой проекта «Евровидение-Беларусь».

## Выступление
Хореографом Алехно стала гречанка Мария Лирараки, которая год назад была хореографом Сарбеля, представлявшего Грецию в Хельсинки. В номере были задействованы дополнительно пять человек, включая бэк-вокалистов и балет. Во время самой Евронедели в Белграде была организована тематическая белорусская вечеринка. Показ конкурса в прямом эфире провёл телеканал Беларусь-1: полуфинал комментировал Денис Курян, финал — Александр Тиханович. Глашатаем стала Ольга Барабанщикова.
От Руслана Алехно ждали не только выход в финал, но и борьбу за победу. Автор независимого интернет-проекта «Евровидение-Казахстан» Андрей Михеев назвал песню самой сильной у Беларуси с 2005 года:

- Музыка: Стабильная, среднеевропейского уровня поп-композиция, новая версия только усиливает впечатление. 9/10
- Текст: Есть, конечно, определенные перлы в английском варианте, русский более интересен. 8/10
- Вокал: Весьма органичен как вокал, так и в целом presentation исполнителя. 9/10
- Итог: В окружении всего, что есть вокруг, в финал выходить должен. Самая сильная песня Беларуси, начиная с 2005 года. 9/10

Председатель российского фан-клуба OGAE Антон Кулаков отметил превосходный вокал Алехно и читающийся стиль Кима Брейтбурга в песне, но не был уверен в выходе певца в финал из-за жеребьёвки:

- Музыка: Хоть это и НЕ Брейтбург, но его стиль ощущается. 9/10
- Текст: Ну да. Она его дни в сказку превращала, освещала, а потом смылась. Грустно. 7/10
- Вокал: На НарАрте со слабым вокалом не победишь. Самая сильная позиция. 10/10
- Итог: Пятьдесят на пятьдесят в плане шансов на выход. Жребий неудачный пока что. 8/10

Итогом стал невыход Алехно в финал: 17-е место и всего 27 баллов в полуфинале.

## Голосование

### В полуфинале
| Голоса за исполнителя из Беларуси во втором полуфинале | Голоса за исполнителя из Беларуси во втором полуфинале |
| ------------------------------------------------------ | ------------------------------------------------------ |
| Оценка                                                 | Страны                                                 |
| 12                                                     | -                                                      |
| 10                                                     | Украина                                                |
| 8                                                      | -                                                      |
| 7                                                      | -                                                      |
| 6                                                      | Литва                                                  |
| 5                                                      | Латвия                                                 |
| 4                                                      | Грузия                                                 |
| 3                                                      | -                                                      |
| 2                                                      | Кипр                                                   |
| 1                                                      | -                                                      |

| Голоса телезрителей Беларуси в первом полуфинале | Голоса телезрителей Беларуси в первом полуфинале |
| ------------------------------------------------ | ------------------------------------------------ |
| Оценка                                           | Страна                                           |
| 12                                               | Украина                                          |
| 10                                               | Грузия                                           |
| 8                                                | Португалия                                       |
| 7                                                | Хорватия                                         |
| 6                                                | Латвия                                           |
| 5                                                | Албания                                          |
| 4                                                | Дания                                            |
| 3                                                | Турция                                           |
| 2                                                | Болгария                                         |
| 1                                                | Исландия                                         |

### В финале
| Голоса телезрителей Беларуси в финале | Голоса телезрителей Беларуси в финале |
| ------------------------------------- | ------------------------------------- |
| Оценка                                | Страна                                |
| 12                                    | Россия                                |
| 10                                    | Украина                               |
| 8                                     | Азербайджан                           |
| 7                                     | Армения                               |
| 6                                     | Грузия                                |
| 5                                     | Норвегия                              |
| 4                                     | Израиль                               |
| 3                                     | Турция                                |
| 2                                     | Греция                                |
| 1                                     | Сербия                                |